# Birger Pernow

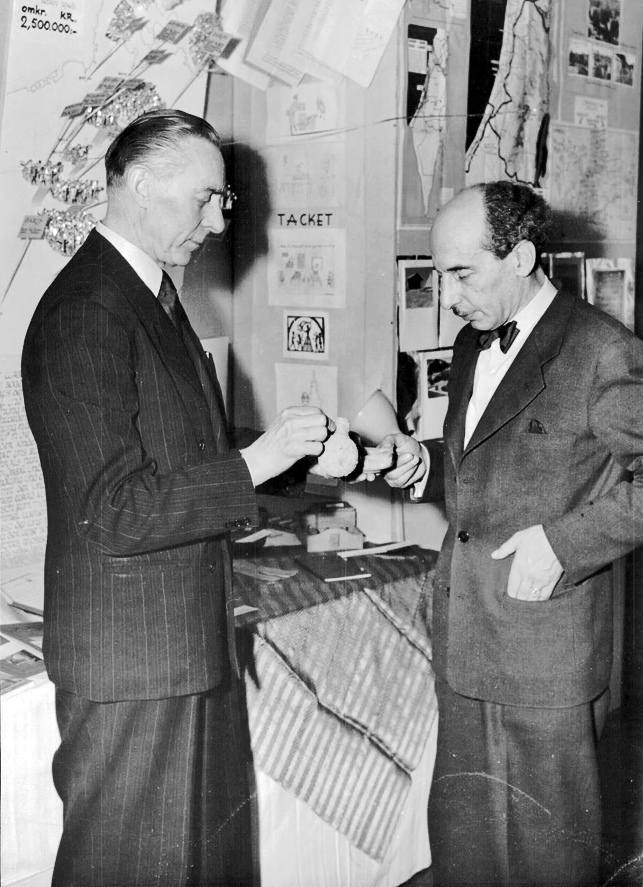
Birger Pernow och Johannes Jellinek beundrar några antika föremål vid svenska Israelsmissionens 75-årsjubileum.

Johannes Birger Pernow, född 24 juni 1888 i Matteröd, död 12 augusti 1973, var en svensk präst och missionär.

## Biografi
Pernow växte upp i Göinge. Han utbildade sig på Johannelunds missionsinstitut, numera Johannelunds teologiska högskola, och prästvigdes 1914. Han tjänstgjorde som komminister i Åsele församling från 1917 och sedan som pastor i Blasieholmskyrkan i Stockholm från 1923. Han blev missionsdirektor på Svenska Israelsmissionen 1930 och stannade på denna post till 1961.
Han var redaktör för Israelsmissionens tidning Missionstidning för Israel från 1931 och gav ut ett antal böcker. Svenska Israelsmissionen etablererade på 1930-talet en missionsstation i Wien i Österrike med Göte Hedenquist som föreståndare. Efter Anschluss 1938 tog Pernow och Hedenquist verksam del i räddningsarbetet bland offren för de nazistiska judeförföljelserna i Österrike och Tyskland. Uppskattningsvis lyckades de få ut ungefär 3 000 personer från dessa länder, varav 300 kom till Sverige.
Pernow var engagerad internationellt i den ekumeniska rörelsen. Från 1932 styrelseledamot i International Missionary Council’s Committee for the Approach to the Jews (IMCCAJ), mellan 1947 och 1954 också dess ordförande. Efter andra världskriget var han från 1947 medlem av Lutherska världsförbundets flyktingkommitté. Han var också en av initiativtagarna till inrättandet av Svenska teologiska institutet i Jerusalem efter andra världskriget. Institutet, som idag ägs av Svenska kyrkan, ägnar sig bland annat åt dialog mellan judar och kristna.
Pernow blev ledamot av Vasaorden 1947 och kommendör av samma orden 1960.
Birger Pernow var son till hemmansägaren Bengt Persson och Kristina Johansson. Han var gift med Hilda Peterson (1886–1953). De var föräldrar till Bengt Pernow.